# Davydkovo
Davydkovo (in russo Давыдково?) è una stazione della Metropolitana di Mosca situata sulla Linea Bol'šaja kol'cevaja. Inaugurata il 7 dicembre 2021, serve il quartiere di Možajskij e Fili-Davydkovo.